# Pętla nieskończona

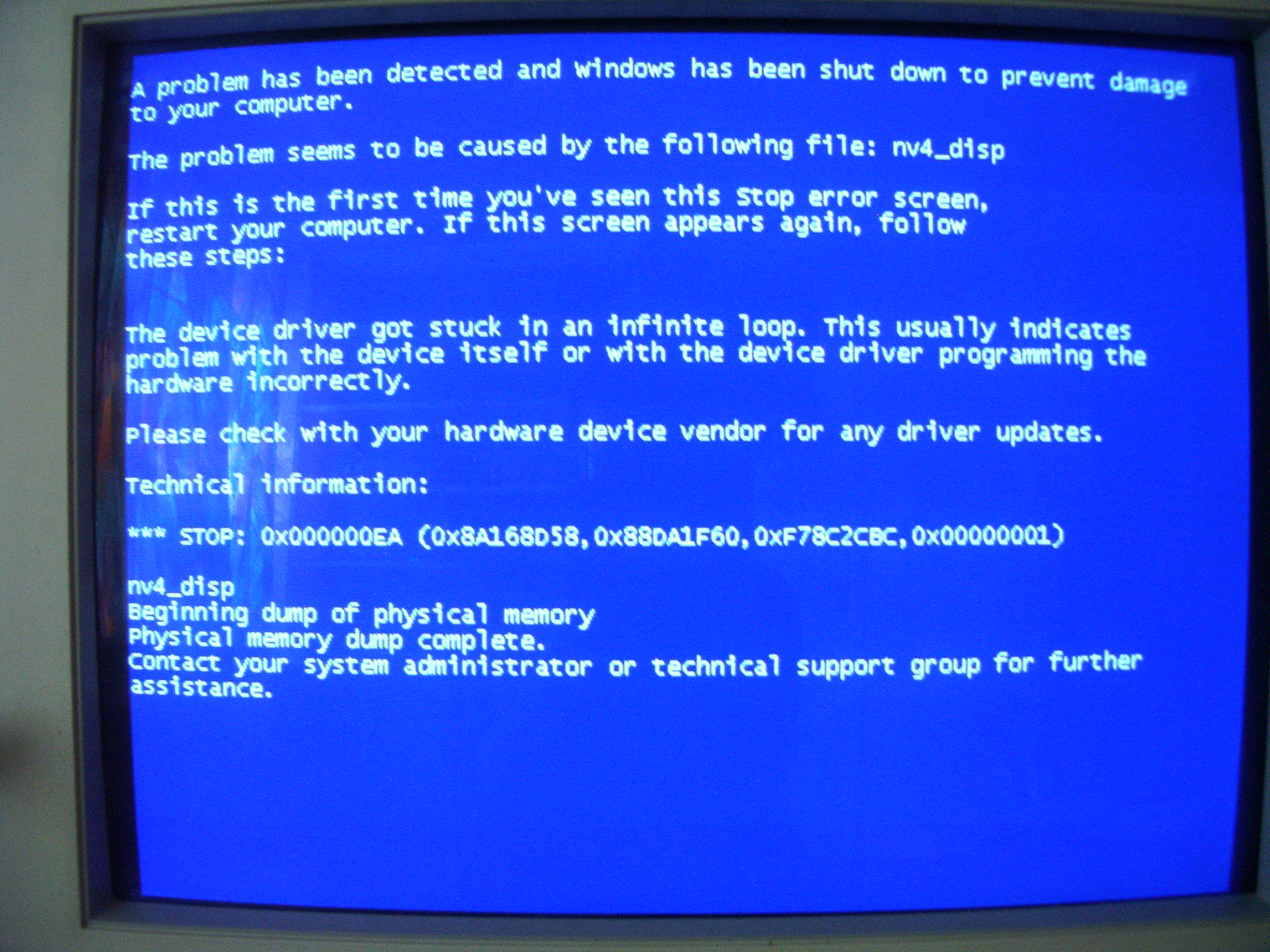
Nieskończone pętle często są przejawem błędów w oprogramowaniu. Tutaj niebieski ekran śmierci wystąpił, ponieważ „sterownik urządzenia utknął w nieskończonej pętli”.

Pętla nieskończona to pętla, która nigdy nie zostanie zakończona, ponieważ nigdy nie zajdzie warunek zakończenia pętli.
Może być to działanie celowe, stosowane w celu napisania programu nie kończącego nigdy swojego działania (por. serwer, daemon).
W praktyce zdarza się, że takie pętle okazują się jednak skończone ze względu na biegnące równolegle procesy, które mogą wywołać pewne zdarzenia – zarówno informatyczne (np. przerwania), jak i fizyczne (np. awaria sprzętu).
Niektóre języki programowania mają w swojej składni pętle nieskończone (obok innych – skończonych – instrukcji pętli), np.:
- Ada[1], Turing

```
 
loop

    ...
 
end loop
```

- Forth[2][3]

```
 
BEGIN

   ...
 
AGAIN
```

- Icon[4]

```
 
repeat
 
wyrażenie
```

- Modula-2[5]

```
 
LOOP

    ...
 
END
```

- REXX

```
 
DO FOREVER

   ...
 
END
```

Powstanie pętli nieskończonej może też być błędem programisty, który źle określił warunek zakończenia pętli. O programie komputerowym, który wykonuje pętlę nieskończoną, czasami mówi się, że „zawiesił się”.

## Przykłady w C/C++/Java/C#/Python
W językach C, C++, Java, C#, Python:
```
while(true)
{
  // dowolne operacje, „true''”'' można zastąpić dowolną wartością różną od zera.
}

```

albo
```
for (;;)
{
  // dowolne operacje
}

```

albo
```
while True:
     print "pętla nieskończona"

```

W wielu językach istnieje instrukcja bezwarunkowego wyjścia z pętli (np. w języku C) lub w nowszych implementacjach języków, w których standardowo nie występuje taka instrukcja (np. Pascal – Turbo Pascal).
```
repeat
   if <warunek> then break;

until false;

```